# Szczepan Skorupka

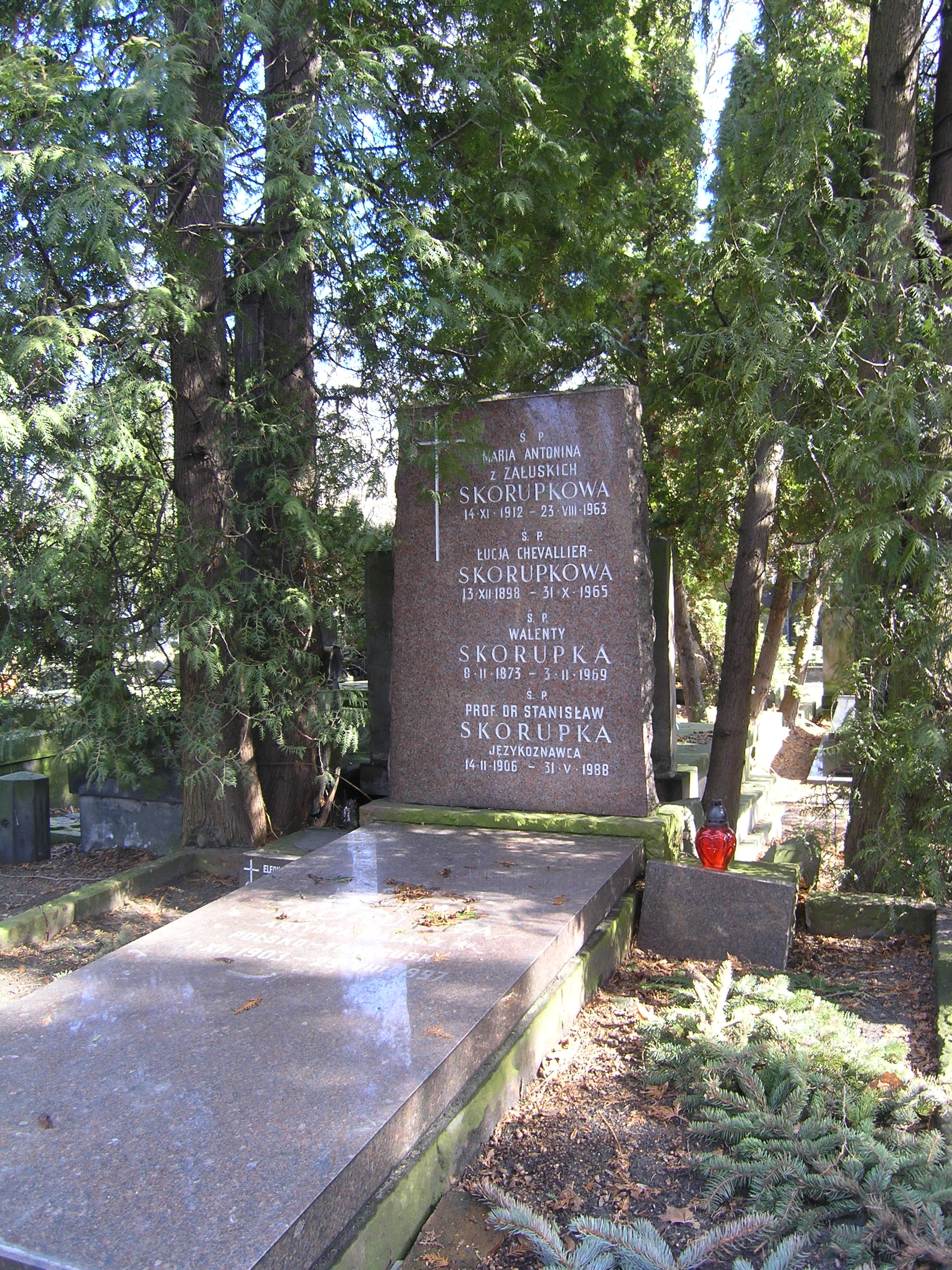
Grób Stanisława Skorupki na cmentarzu Powązkowskim w Warszawie (marzec 2012)

Szczepan Skorupka (ur. 1 grudnia 1903, zm. 29 sierpnia 1997) – polski malarz; brat Stanisława Skorupki.
Studiował malarstwo w Szkole Sztuk Pięknych w Warszawie. W 1946 był członkiem założycielem grupy „Niezależni”. W 1956 był członkiem współzałożycielem Ogólnopolskiej Grupy „Zachęta”. Malował pejzaże i martwe natury techniką olejną.
Stylistycznie malarstwo Skorupki zalicza się do nurtu konserwatywnego. Uczestniczył w wielu wystawach „Niezależnych” i „Zachęty”, a także w innych wystawach w kraju i za granicą. 
Pochowany na cmentarzu Powązkowskim (kwatera 209-4-6/7).